# گل‌سپاسیان
گل‌سپاسیان(نام علمی: Gentianaceae)، تیره‌ای از گیاهان گلدار است که شامل حدود ۸۸ سرده و بیش از ۱۶۰۰ گونه می‌شود. این تیره گیاهی، عضو راسته گل‌سپاسی‌سانان است و گیاهان علفی یک‌ساله یا چندساله را در بر می‌گیرد. گل‌سپاسیان، گیاهان بومی مناطق معتدل و نیمه‌گرمسیری هستند و در سراسر جهان پراکنده شده‌اند، اما تنوع گونه‌ای آنها در مناطق معتدل شمالی بیشتر است.
نام این تیره گیاهی از نام جنس نمونه آن، گل‌سپاس (Gentiana) گرفته شده که خود از واژه لاتین "gentian" به معنای "رنگ آبی تیره" مشتق شده است. این نام احتمالاً به رنگ آبی تیره و جذاب گل‌های برخی گونه‌ها اشاره دارد.
گل‌سپاسیان عموماً گیاهانی هستند با ساقه‌های راست و برگ‌هایی متقابل یا متناوب. گل‌های آنها معمولاً پنج‌پر و به رنگ‌های آبی، سفید، زرد، صورتی یا قرمز دیده می‌شوند. میوه این گیاهان کپسولی یا فندقه‌ای است.
این تیره گیاهی به دلیل گل‌های زیبا و رنگارنگ خود شناخته شده است و برخی گونه‌ها به عنوان گیاهان زینتی در باغ‌ها و فضای سبز کاشته می‌شوند. همچنین، برخی گونه‌های گل‌سپاسیان دارای خواص دارویی هستند و در طب سنتی برای درمان بیماری‌های مختلف استفاده می‌شوند. به عنوان مثال، ریشه برخی گونه‌های گل‌سپاس (Gentiana) دارای خواص تلخ‌کننده، اشتهاآور و هضم‌کننده است و در درمان مشکلات گوارشی کاربرد دارد.
گل‌سپاسیان همچنین به دلیل ارتباط متقابل سودمند خود با برخی گونه‌های قارچ‌ها شناخته شده‌اند. این گیاهان در ریشه خود دارای ریزوسفر هستند که قارچ‌های میکوریزا را جذب می‌کنند. این ارتباط متقابل به گل‌سپاسیان کمک می‌کند تا مواد مغذی بیشتری جذب کنند و در برابر بیماری‌ها و شرایط نامساعد محیطی مقاومت بیشتری داشته باشند.
در مجموع، گل‌سپاسیان تیره‌ای متنوع و جذاب از گیاهان گلدار هستند که به دلیل گل‌های زیبا، خواص دارویی و ارتباطات متقابل سودمند با قارچ‌ها شناخته شده‌اند. تحقیقات در مورد این تیره گیاهی همچنان ادامه دارد و هر ساله گونه‌های جدیدی از آن کشف و توصیف می‌شوند.